# Squadra mista ai Giochi olimpici
Alle prime tre edizioni dei Giochi olimpici (Atene 1896, Parigi 1900 e St. Louis 1904) era consentito di comporre squadre anche ad atleti di paesi diversi, i cui risultati oggi il Comitato Olimpico Internazionale raggruppa sotto una singola voce con il termine di Squadra mista (codice ZZX). In totale queste squadre furono capaci di vincere 18 medaglie. Un caso particolare di squadra mista si può ravvisare anche nella compagine di Smirne, che partecipò al torneo di calcio dei giochi intermedi del 1906: per quanto provenissero da quella città, i giocatori erano britannici e francesi e l'unico suddito ottomano era di etnia armena.
Attualmente, in alcune competizioni, possono partecipare squadre miste ai Giochi olimpici giovanili. Altre competizioni sono appositamente riservate a squadre miste o a rappresentative continentali. Tali squadre sono indicate con il codice MIX (Mixed NOCs, Comitati Olimpici Nazionali misti) e sono rappresentate dalla bandiera olimpica.

## Medaglie per combinazione di paesi
| Nazioni                          | Oro | Argento | Bronzo | Totale |
| -------------------------------- | --- | ------- | ------ | ------ |
| Francia Gran Bretagna            | 2   | 1       | 1      | 4      |
| Australia Gran Bretagna          | 1   | 0       | 1      | 2      |
| Gran Bretagna Stati Uniti        | 1   | 0       | 1      | 2      |
| Cuba Stati Uniti                 | 1   | 0       | 0      | 1      |
| Danimarca Svezia                 | 1   | 0       | 0      | 1      |
| Francia Paesi Bassi              | 1   | 0       | 0      | 1      |
| Germania Gran Bretagna           | 1   | 0       | 0      | 1      |
| Francia Stati Uniti              | 0   | 2       | 0      | 2      |
| Egitto Grecia                    | 0   | 1       | 0      | 1      |
| Gran Bretagna Spagna Stati Uniti | 0   | 1       | 0      | 1      |
| Boemia Gran Bretagna             | 0   | 0       | 1      | 1      |
| Germania Stati Uniti             | 0   | 0       | 1      | 1      |

## Medaglie per sport
| Sport          | Oro | Argento | Bronzo | Totale |
| -------------- | --- | ------- | ------ | ------ |
| Vela           | 2   | 0       | 0      | 2      |
| Tennis         | 1   | 3       | 3      | 7      |
| Polo           | 1   | 1       | 1      | 3      |
| Atletica       | 1   | 1       | 0      | 2      |
| Tiro alla fune | 1   | 0       | 1      | 2      |
| Canottaggio    | 1   | 0       | 0      | 1      |
| Scherma        | 1   | 0       | 0      | 1      |

## Giochi olimpici giovanili invernali
L'elenco che segue comprende tutte le competizioni riservate alle squadre miste (tra parentesi i vincitori delle medaglie d'oro)
- Innsbruck 2012
  - Curling, doppio misto ( Michael Brunner,  Nicole Muskatewitz)
  - Pattinaggio di figura, squadre miste ( Shōma Uno,  Jordan Bauth,  Eugenia Tkachenka/Jurij Hulitski)
  - Short track, staffetta mista ( Park-Jung-hyun,  Lu Xiucheng,  Xu Aili,  Jack Burrows)
- Lillehammer 2016
  - Curling, doppio misto ( Yako Matsuzawa,  Philipp Hösli)
  - Pattinaggio di figura, squadre miste ( Dmitrij Aliev,  Li Xiangning,  Sarah Rose/Joseph Goodpaster,  Anastasija Skoptcova/Kirill Alešin)
  - Short track, staffetta mista ( Ane Farstad,  Kim Ji-yoo,  Stijn Desmet,  Quentin Fercoq)
  - Pattinaggio di velocità, team sprint ( Noemi Bonazza,  Sumiya Buyantogtokh,  Chung Jae-woong,  Shen Nanyang)
  - Medaglie (di bronzo) sono state assegnate anche nella gara a squadre dello snowboard cross
- Sankt Moritz 2020
  - Curling, doppio misto ( Laura Nagy,  Nathan Young)
  - Pattinaggio di figura, squadre miste ( Ariet Levandi,  Ksenja Sinicyna,  Alina Butaeva/Luka Berulava,  Utana Yoshida/Shingo Nishiyama )
  - Short track, staffetta mista ( Kim Chan-seo,  Diede van Oorschot,  Shogo Miyata,  Jonathan So)
  - Pattinaggio di velocità, team sprint ( Sini Siro,  Yukino Yoshida,  Ignaz Gschwentner,  Aleksandr Sergeev)
  - Hockey su ghiaccio, torneo misto maschile 3x3 (13 atleti in rappresentanza di altrettante nazioni)
  - Hockey su ghiaccio, torneo misto femminile 3x3 (13 atlete in rappresentanza di altrettante nazioni)